# Camille Plubeau
Camille Plubeau (Auxelles-Haut, 6 gennaio 1910 – Antibes, 15 marzo 1998) è stato un militare e aviatore francese, asso dell'aviazione da caccia francese nel corso della seconda guerra mondiale con 8 vittorie certe,  6 in collaborazione e 4 probabili ottenute in 2.750 ore di volo.

## Biografia

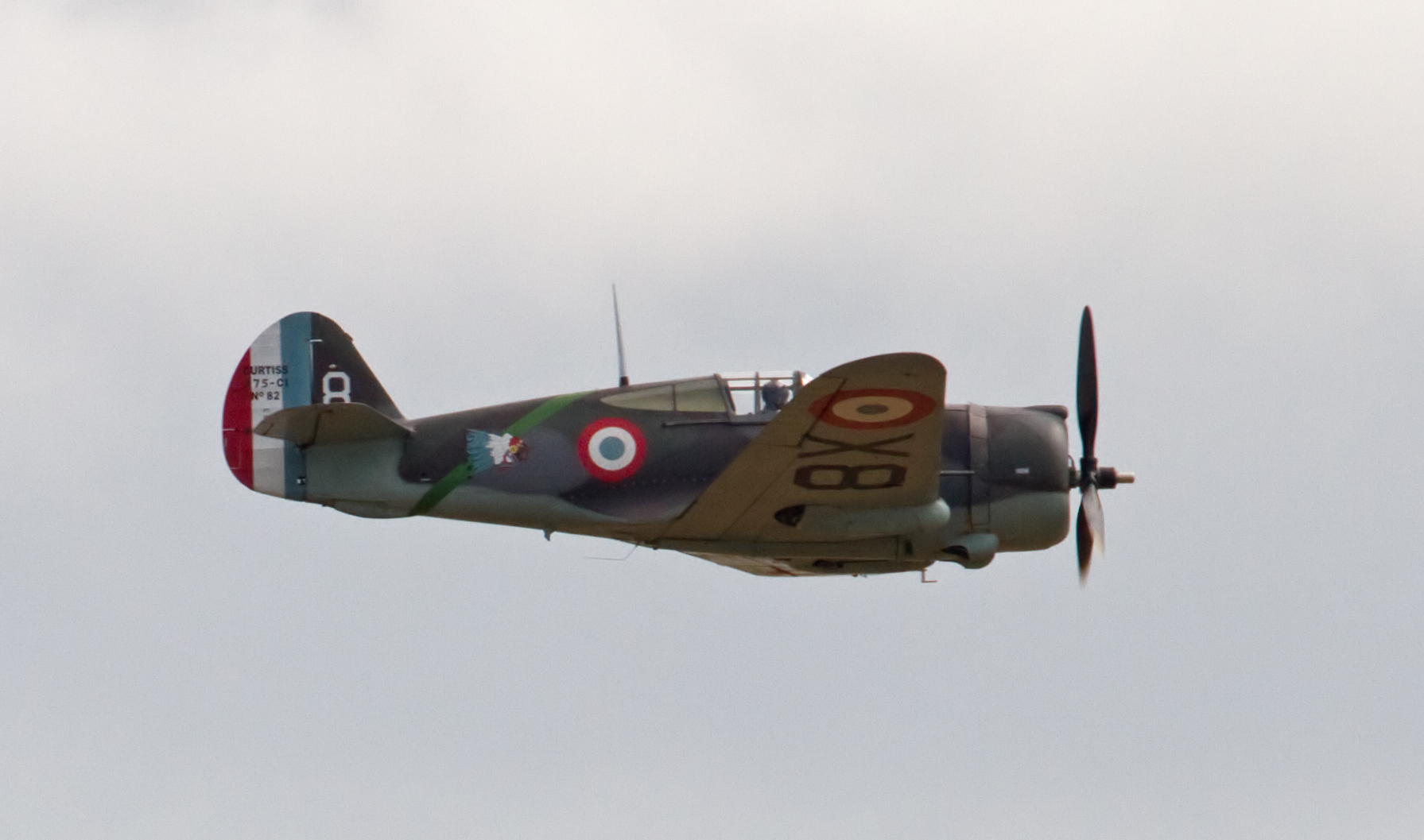
Un caccia Curtiss Hawk 75 in volo.

Nacque a Auxelles-Haut il 6 gennaio 1910.  Il 14 marzo 1929 iniziò a frequentare la scuola di pilotaggio Morane-Saulnier di Angers, dalla quale uscì cinque mesi dopo con il brevetto di pilota. Arruolatosi volontariamente nell'Armée de l'air come pilota di seconda classe fu mandato a Istres dove partecipò ad un corso di perfezionamento. Nel mese di novembre fu assegnato al groupe de chasse del 34e Régiment d'aviation mixte di Le Bourget, entrandovi in servizio nel mese successivo volando sui Nieuport-Delage NiD 29 e NiD 62. Fu promosso sergente nell'ottobre 1930, e rimase al 34e Régiment sino al giugno 1932. Partì quindi volontario per il Marocco, trasferito alla 9e Escadrille del 37e  Régiment d'aviation d'observation, e qui si distinse nel corso delle operazioni di controguerriglia, totalizzando 228 ore di volo e venendo decorato con la Croix de guerre des TOE.
I suoi superiori gli consigliarono di passare alla specialità caccia, e rientrò in Patria nel corso del 1934. Nell'aprile 1935 fu assegnato al Groupe de Chasse I/5 di stanza a Lyon-Bron, e poi a Reims. Promosso sergente maggiore nel 1937, divenne adjutant passando nel maggio 1939 al Groupe de Chasse II/4 di base a Reims.
Nel mese di agosto, con il precipitare della situazione internazionale e l'approssimarsi della guerra, la sua squadriglia, la  SPA 155 "Petit Poucet" equipaggiata con i caccia Curtiss H.75A-2, e dislocata a Xaffévillers, nella regione dei Vosgi. Dal settembre 1939 al giugno 1940 conseguì 14 vittorie aeree, ma il 9 giugno, già promosso sottotenente, mentre volava sopra Rethel e si apprestava ad attaccare un bombardiere Heinkel He 111 viene sorpreso ed abbattuto dal fuoco di risposta di quest'ultimo. Lanciatosi con paracadute dal velivolo in fiamme rimase gravemente ustionato fu evacuato a Bordeaux, e poi raggiunse Algeri nel mese di agosto. Entrò poi in servizio nel Groupe de Chasse I/5 a Rabat.
Con l'inizio degli sbarchi Alleati in Nord Africa (Operazione Torch) partecipò alle operazioni belliche contro la flotta anglo-americana, e il 9 novembre 1942 fu obbligato ad effettuare un atterraggio di emergenza dopo un combattimento contro un caccia Grumman F-4F-2 Wildcat. Nel maggio 1943 viene assegnato al Groupe de Chasse II/5 Lafayette e prese parte alla fase finale della campagna di Tunisia. Ritornato al Groupe de Chasse I/5, nel frattempo ridenominato "Champagne" e riequipaggiato con i caccia Bell P-39N Airacobra, effettuò missioni di scorta a convogli navali nel Mar Mediterraneo. Nel febbraio 1944 assunse il comando di una escadrille della Scuola caccia di Meknes, venendo promosso capitano nel settembre dello stesso anno. Tra il 20 novembre 1944 e il 22 gennaio 1945 fu comandante della  2e Escadrille del  Groupe de Chasse 2/9 Auvergne di base a Reghaïa, ed equipaggiato con i Bell P-39Q-2. Promosso maggiore il 1 luglio 1945 assunse il comando del  Groupe aérien d'entraînement et de liaison n. 87 (GAEL 87), dapprima di base a Le Bourget e poi a Villacoublay.
Lasciò il servizio attivo con la promozione a comandante il 1 ottobre 1946, con al suo attivo 18 vittorie tra certe e probabili, alcune delle quali in collaborazione, ottenute in 155 missioni belliche. Venne radiato definitivamente dai ruoli della riserva il 30 dicembre 1957 con il grado di tenente colonnello. Si spense ad Antibes il 13 marzo 1998.

### Asso dell'aviazione
L'8 settembre 1939 mentre era in missione di scorta a un ricognitore Potez 637 del GR II/37, a nord di Biche, attaccò e colpì un caccia Messerschmitt Bf 109 che fu visto rientrare verso il territorio controllato dai tedeschi, ma la vittoria non gli fu confermata. Il 24 settembre abbatte un caccia Bf 109D su Pirmasens, cui seguì il 31 ottobre un ricognitore Henschel Hs 126 su Offenburg e il giorno 8 novembre un bombardiere Dornier Do 17P su Hanviller. Dopo l'inizio della battaglia di Francia il 15 maggio, conseguì la sua quarta vittoria abbattendo un Bf 109 su Vouziers, il 18 maggio distrusse un Bf 109 su Rethel, il 6 giugno un Bf 109 su Soissons, il 9 giugno uno Heinkel He 111 e un Bf 109 su Pontfaverger.

## Pubblicazioni
- Diables rouges et petits poucets, 1985.

### Fonti
1. ↑  Sgarlato 2021, p. 17.
2. 1 2 3 4 5 6 7  Fandavion.
3. 1 2 3 4 5 6  Ciel de Gloire.
4. 1 2 3  Aerostories.
5. 1 2  Sgarlato 2021, p. 18.
6. ↑  Sgarlato 2021, p. 20.